# مارون ۵
مارون ۵ (به انگلیسی: Maroon 5) گروه راک - فانک راک و پاپ راک آمریکایی از لس انجلس، کالیفرنیا هستند. این گروه ابتدا در سال ۱۹۹۴ با نام گل‌های کارا شروع به فعالیت کرد و از خواننده آدام لوین، نوازندهٔ گیتار جسی کارمایکل، گیتارباس مایکل الن مدن و درام رایان دوسیک تشکیل شده بود. این گروه در گاراژ منزل لوین شکل گرفت. اولین آلبوم آن‌ها در با نام ما کندن را دوست داریم منتشر شد. با آمدن گیتاریست جدید جیمز ولنتاین، گروه آن‌ها از سال ۲۰۰۱ به مارون ۵  تغییر نام داد و به کلی دگرگون شد. یک سال پس از آن، اولین آلبوم آن‌ها به نام آهنگ‌هایی دربارهٔ جین، که چهار تک آهنگ: سخت‌تر برای تنفس، این عشق، او را کسی دوست خواهد داشت و یکشنبه صبح در آن قرار داشت انتشار یافت. این آلبوم در بسیاری از جدول‌های رده‌بندی موفق عمل کرد و در بیشتر کشورها طلایی، پلاتین و پلاتین ۳تایی شد.

برای فروش بیشتر آلبوم آهنگ‌هایی دربارهٔ جین، مارون ۵ بین سال‌های ۲۰۰۳ تا ۲۰۰۵ تورهای اجرای زنده زیادی برگزار کرد که نتیجهٔ آن در ۲ آلبوم زنده نیز منتشر شد. آن‌ها جایزهٔ گرمی را برای بهترین هنرمند جدید در سال ۲۰۰۵ برنده شدند. دوسیک در سپتامبر ۲۰۰۶ این گروه را ترک کرد، دلیل این کار فشار بیش از حد بدنی در حین تورهای مداوم آن‌ها اعلام شد. مت فلین جای او را پر کرد. آلبوم استودیویی دوم آن‌ها هرگز قبل از دیر زود نمی‌شود با سه تک‌آهنگ مرا به تعجب واداشت، بدون تو به خانه نمی‌روم، زنگ بیدارباش در سال ۲۰۰۷ در اختیار طرفدارانشان قرار گرفت. این گروه موسیقی بین ژوئن تا نوامبر ۲۰۰۷ دوباره در در توری شرکت کرد. در این زمان آلبوم کامل کنندهٔ آنها گنجینهٔ بی-ساید نیز منتشر شد.دو آلبوم زنده دیگر به همراه یک آلبوم ریمیکس در سال ۲۰۰۸ در بازار منتشر شد. ۲۱ سپتامبر ۲۰۱۰، سومین آلبوم استودیویی آن‌ها با نام سراسر دست  در ایالات متحده برای فروش عرضه شد. از اولین آلبوم آن‌ها در سال ۲۰۰۲ تاکنون، این گروه موفق شده در آمریکا حدود ۱۰ میلیون و به صورت بین‌المللی ۱۵ میلیون آلبوم به فروش برساند.

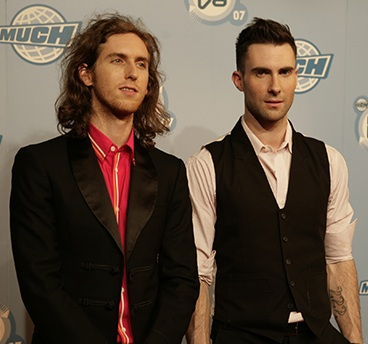
آدام لوین و جسی کارمیشل از اعضای مارون ۵

موزیک ویدیوی شکر در یوتیوب بازدیدی معادل یه میلیارد و دویست میلیون دارد.همچنین در سال ۲۰۲۰ میکی مدن بیسیت این گروه به دلیل خشونت خانگی دستگیر شد و گروه را ترک کرد.

## آلبوم‌ها
- Songs About Jane (ترانه‌هایی درباره جین) (۲۰۰۲)
- It Won't Be Soon Before Long (قبل از اینکه دیر شود زود نخواهد بود) (۲۰۰۷)
- Hands All Over (دست‌ها روی همه چیز) (۲۰۱۰)
- Overexposed (نمایش بیش از حد) (۲۰۱۲)
- V (پنج) (۲۰۱۴)
- Red Pill Blues (دارو قرمز افسردگی) (۲۰۱۷)

آلبوم‌های تلفیقی
- Singles (تک آهنگ‌ها) (۲۰۱۵)

به عنوان گروه گل‌های کارا
- ?We Like Digging (ما شبیه حفره‌ایم؟) (۱۹۹۵)
- The Fourth World (دنیای چهارم) (۱۹۹۷)